# 280 av. J.-C.
Cette page concerne l'année 280 av. J.-C. du calendrier julien proleptique.

## Événements
- 17 avril (21 avril du calendrier romain) : début à Rome du consulat de Publius Valerius Laevinus et Tiberius Coruncanius[1].

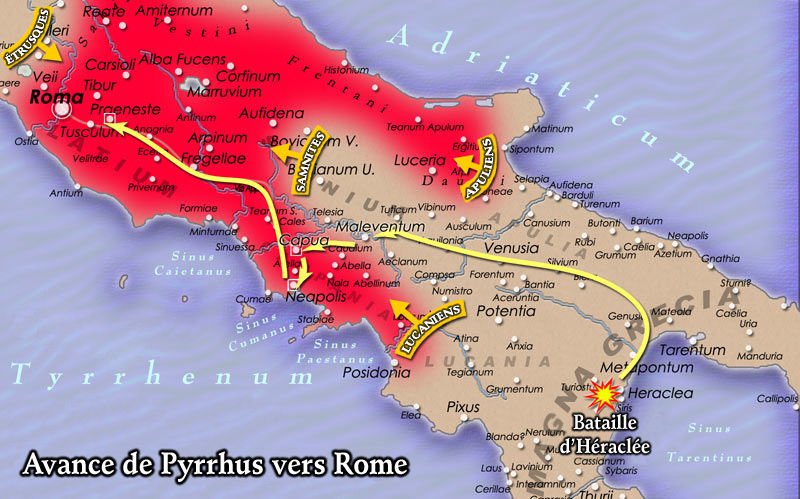

- Mai : le roi d'Épire Pyrrhus aide Tarente dans sa guerre contre Rome. Pyrrhus débarque avec vingt mille hommes d’infanterie, trois mille cavaliers et quelques éléphants de guerre[2]. Il réussit à rallier les cités de Grande-Grèce et les barbares italiques (Lucaniens et Bruttiens). Mais il se fait vite mal voir des Tarentins en cherchant à leur imposer une sévère discipline et par ses projets impérialistes.
- Printemps[3] : Antiochos lance une expédition en Grèce contre le roi de Macédoine Ptolémée Kéraunos mais est battu sur mer. Il signe la paix à la fin de l'année[4].
- Juillet : Pyrrhus remporte une victoire à la bataille d'Héraclée contre P. Valerius Laevinius[5]. Il utilise des éléphants qui déconcertent les Romains mais perd 4 000 de ses meilleurs hommes. L’armée romaine se retire. L'arrivée d'une flotte punique commandée par Magon dans le port d'Ostie permet aux Romains de prendre le contrôle de la mer[6],[7]et de financer la suite de la guerre[8]. Dans le même temps, les Grecs du Sud, les Bruttiens, Lucaniens, Samnites du sud et les Messapes abandonnent la cause romaine et rallient l’armée de Pyrrhus. Ce dernier, comptant sur la défection des alliés italiques de Rome, avance jusqu’à Anagni ou Préneste et menace Rome. Les armées romaines s’apprêtent à le couper de sa base et il doit battre en retraite vers la Campanie, puis vers Tarente à la fin de l’année. Il passe l’hiver à incorporer des éléments italiotes — Samnites, Lucaniens, Bruttiens, Apuliens — dans son armée.
- Hiver 280-279 av. J.-C., Grande expédition[4] : trois groupes de Celtes marchent successivement sur les Balkans : les Celtes de Kerethrios envahissent le territoire des Triballes et la Thrace, ceux de Bolgios l’Illyrie et la Macédoine, les troupes de Brennos et Akichorios la Péonie[9]. Les Celtes entrent en Macédoine en remontant sans doute la vallée de la Morava et font subir une cuisante défaite à l’armée de Ptolémée Kéraunos, qui capturé, sera décapité (février 279 av. J.-C.).

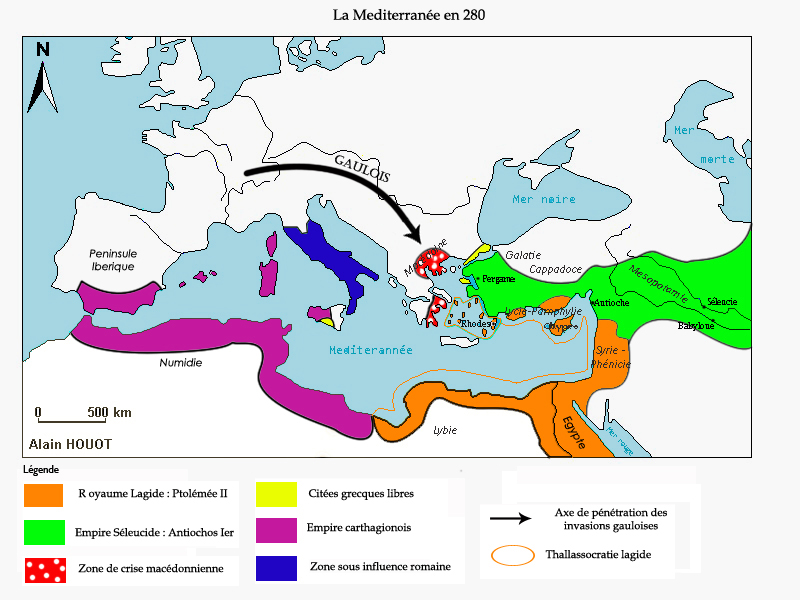
La Méditerranée en 280 av. J.-C.

- Début du règne d'Ariamne II, roi de Cappadoce (fin vers 230 av. J.-C.)[10].
- Accès probable au trône de Nicomède Ier, roi de Bithynie (entre 280 av. J.-C. et 278 av. J.-C.)[11]. Il règne en compétition avec son frère Zipoétès II.
- Mithridate Ier Ktistês se proclame indépendant et fonde le royaume du Pont[12].
- Antiochos fait de son fils aîné, Séleucos, co-régent dans l'Est de l'empire séleucide, mais il s'avère incompétent et est sans doute exécuté pour trahison[13].
- Une compagnie de mercenaires campaniens, la legio campana, infeste le Bruttium et s’empare de Rhêgion[1].
- Réorganisation de la ligue achéenne avec Corinthe à sa tête, pour chasser les Macédoniens[14]. Elle établit une assemblée fédérale, un conseil et un général, tous élus annuellement, lui permettant de contrôler l'ensemble du Péloponnèse.
- Honneurs posthumes votés à Démosthène à Athènes sous l'archontat de Gorgias (280-279 av. J.-C.)[15].

## Naissances
- Conon de Samos, astronome et mathématicien grec.

## Décès en 280 av. J.-C.
- Érasistrate de Céos, médecin de Séleucos Ier, auteur de travaux sur la circulation du sang, l’un des premiers à avoir pratiqué des dissections scientifiques sur des cadavres humains.